# Уорд, Джон
Джон Уо́рд (англ. John Ward; 21 ноября 1866 — 19 декабря 1934) — английский профсоюзный, политический и военный деятель.

## Биография
Родился в семье штукатура Роберта Уорда, который умер, когда Джону было три года. Не получил систематического образования. С 12 лет начал работать на строительстве железной дороги, после чего работал на строительстве различных сооружений по всей стране, в том числе Манчестерского канала.
В 1885 году поступил на службу в британскую армию. Во время Суданской кампании работал на строительстве военной железной дороги Суакин-Бербер в Судане. В 1886 году вступил в Социал-демократическую федерацию.
В 1889 году Уорд основал профсоюз строительных рабочих, каменщиков и разнорабочих. В 1901 году был избран членом управляющего комитета Всеобщей федерации тред-юнионов.
В 1906 году избран в Парламент как либерально-лейбористский кандидат.
В 1914 году, с началом Первой мировой войны, поступил на военную службу уже как офицер Мидллсекского полка. Используя свои профсоюзные связи вербовал в армию добровольцев среди рабочих. Был назначен командиром батальона. Некоторое время командовал батальоном во Франции, но затем был отправлен на Дальний Восток, где его батальон нес гарнизонную службу в Гонконге.
Во время Гражданской войны в России Уорд со своим батальоном был отправлен в Сибирь и 3 августа 1918 года высадился во Владивостоке. 14 октября 1918 года Уорд находился в Иркутске, где в этот день выступил с речью на торжественном завтраке-обеде, устроенном офицерством в честь генерала Иванова-Ринова. 18 октября 1918 года отряд Уорда прибыл в Омск, где его встречали М. П. Головачев и ген. А. Ф. Матковский. 6 ноября Уорд присутствовал на банкете по поводу объединения Сибирского правительства с Директорией. 9 ноября 1918 года сопровождал адмирала Колчака во время его поездки из Омска в Екатеринбург.
Некоторые исследователи высказывали версии о содействии, оказанном Уордом и другими английскими офицерами, перевороту 18 ноября, приведшему к власти адмирала Колчака.
После поражения белых в Сибири, Уорд в 1920 году вернулся в Великобританию. Написал книгу о сибирской интервенции. До 1929 года переизбирался в Парламент. Участвовал в работе «Британского легиона» и других ветеранских организаций. Скончался в 1934 году.